# Adzhami
Adzhami är en ort i Azerbajdzjan.   Den ligger i distriktet Yevlax Rayonu, i den centrala delen av landet, 230 kilometer väster om huvudstaden Baku. Adzhami ligger 22 meter över havet och antalet invånare är 378.
Terrängen runt Adzhami är platt, och sluttar söderut. Runt Adzhami är det ganska tätbefolkat, med 72 invånare per kvadratkilometer.. Närmaste större samhälle är Mingelchaur, 13,0 kilometer nordväst om Adzhami. 
Trakten runt Adzhami består till största delen av jordbruksmark.